# Гасло (газета)
«Га́сло» (рус. Ло́зунг) — ежемесячная украинская газета, орган Революционной украинской партии. Первый номер вышел в свет 1 марта 1902 года в Черновцах. Редакторы: Д. Антонович, Е. Голицинский, Л. Когут и В. Симович. С 1903 года газету печатали во Львове. Состав редколлегии часто менялся. В редактировании принимали активное участие В. Винниченко, А. Скоропись-Йолтуховский, М. Меленевский, П. Канивец, Н. Ткаченко и др.
Было издано 17 номеров газеты.
В июне 1903 года издание газеты было прекращено и вместо неё начала выходить газета «Добра новина» как совместный орган объединенных РУП и Украинской социалистической партии.